# Давид (Дзюмакас)
Митрополит Давид (греч. Μητροπολίτης Δαβίδ, в миру Константинос Димитриу Дзюмакас, греч. Κωνσταντίνος Τζιουμάκας του Δημητρίου; род. 1 января 1958, Литохоро, Греция) — епископ Элладской православной церкви (формально также Константинопольской православной церкви), митрополит Гревенский, ипертим и экзарх всей Македонии.

## Биография
В 1979 году окончил Педагогическую академию Салоникийского университета, а в 1983 году — богословский факультет этого же университета.
В 1980 году был пострижен в Феодоровском монастыре в Салониках с именем Давид и 6 августа этого же года митрополитом Солунским Пантелеимоном (Хрисофакисом) был рукоположён в сан иеродиакона.
Будучи секретарём Солунской митрополии служил в церкви Иоанна Богослова, церкви Григория Паламы и церкви Святой Богородицы.
23 января 1983 года митрополитом Пантелеимоном был рукоположен в сан иеромонаха и возведён в достоинство архимандрита.
10 июня 2010 года был избран игуменом Феодоровского монастыря в Салониках.
10 октября 2014 года Синодом Элладской православной церкви был избран для рукоположения во епископский сан и назначения управляющим Гревенской митрополии. 12 октября 2014 года состоялась его епископская хиротония.
Вошёл в «Список сослуживших с украинскими раскольниками иерархов Элладской Православной Церкви», распространённый циркулярным письмом Московской патриархии 8 ноября 2022 года, «с кем не благословляется молитвенное и евхаристическое общение и в епархии которых также не благословляется совершение паломнических поездок».